# Abd-ru-shin
Abd-ru-shin, een pseudoniem voor Oskar Ernst Bernhardt, is een Duits schrijver en het beste bekend als de auteur van In het Licht der Waarheid, Graalsboodschap (laatste druk, 1989), een driedelig werk over onder andere de Heilige Graal. Hij schreef in de periode 1923-1937 de voordrachten die zijn opgenomen in de drie delen van de Graalsboodschap.
Abd-ru-shin betekent "Zoon van het Licht" in Perzisch.

## Biografie
Oskar Ernst Bernhardt werd op 18 april 1875 in Bischofswerda in de omgeving van Dresden in het oosten van Duitsland geboren. Zijn ouders waren eigenaar van een traditionele herberg in het centrum van de stad en exploiteerden deze ook zelf. Zij lieten hun jongste zoon een handelsopleiding volgen, die hij in Dresden voltooide. Hier trouwde hij in 1897 en richtte daar in hetzelfde jaar een handelsonderneming op. Voor zaken reisde hij van 1903 tot 1914 veel naar het Nabije Oosten, naar West-Europa en de Verenigde Staten. Deze reizen brachten hem een rijke schat aan ervaring door zijn contact met de mensen en verschillende culturen, en gaven hem stof voor zijn literaire activiteiten. Behalve zijn reisverslagen schreef hij ook romans en toneelstukken. Gedurende een verblijf in Londen, op terugtocht uit de Verenigde Staten, werd hij verrast door het uitbreken van de Eerste Wereldoorlog. Als Duits staatsburger werd hij gevangengenomen en voor de duur van de oorlog op het eiland Man geïnterneerd. In deze periode stierf in 1917 zijn moeder en sneuvelde tegen het einde van de oorlog zijn nauwelijks negentien jaar oude zoon. Tijdens zijn gevangenschap beleefde hij de innerlijke nood van de mensen, die veel ellende doormaakten en in de chaos van de ineenstortende wereldorde geen uitweg meer zagen. De periode van internering bracht voor hem belangrijke inzichten. Toen hij in 1919 vrijkwam, begaf hij zich eerst naar Dresden, later naar Beieren, en in 1924 begon hij met het op schrift stellen van de eerste voordrachten van de Graalsboodschap. In 1928 vestigde hij zich op de Vomperberg in Tirol, Oostenrijk. Daar schreef hij het boek “In het Licht der Waarheid”. In 1938 werd zijn bezit in Oostenrijk door de Nazi's onteigend en moest hij Oostenrijk verlaten voor een gedwongen verblijf in Kipsdorf (Ertsgebergte, Duitsland), waar hij op 6 december 1941 overleed.

## Messias
Abd-ru-shin heeft zich de Mensenzoon benoemd in de 1931 editie van de Graalsboodschap. Hij heeft de teksten hieromtrent verwijderd uit de zogenaamde Ausgabe Letzter Hand, die nog steeds geldt als de enige door hem in 1941 opnieuw geredigeerde versie, die in 1950 in drukvorm is verschenen. Reden hiervoor is dat hij de nadruk wilde leggen op de inhoud van zijn Boodschap en niet op de persoon.
Bij verschillende gelegenheden heeft hij zich echter beklaagd over de onzakelijke benadering, zelfs door vooraanstaande kranten, waarin hij werd gepresenteerd als de Messias van de Tirol en de Profeet van Vomperberg. Zo publiceerden dezelfde kranten (naar zijn eigen zeggen) aantoonbaar verzonnen berichten over onderaardse gangenstelsels op de Vomperberg en Graalsridders te paard.
De Graalsbeweging bewaart de discretie ten opzichte van zijn messianistische rol. Van de zijde van de officiële kerken heeft hij te maken gehad met veel aanvallen vanwege zijn zienswijze op het leven en werken van Jesus Christus en zijn oproep om alle geloofszaken aan een streng onderzoek te onderwerpen. Ook een aantal van de hier vermelde bronnen getuigen hiervan. In de inleiding van zijn geschriften heeft hij duidelijk stelling genomen als het gaat om het stichten van een nieuwe religie of sekte. In de inleiding van 'In het Licht der Waarheid – Graalsboodschap staat: 'Het Woord dat hier volgt, brengt geen nieuwe religie, maar het moet de fakkel zijn voor alle ernstige toehoorders of lezers, om daarmee de juiste weg te vinden die hen naar de vurig verlangde hoogte leidt.'

## In het Licht der Waarheid
In de drie delen van de Graalsboodschap wordt ingegaan op levensbeschouwelijke vraagstukken zoals wat de vrije wil van de mens werkelijk is, wat het verschil is tussen verstand en geestelijk aanvoelen, wat ziel en geest betekenen en wat de oorsprong van de mens is. Een belangrijk onderdeel vormt de uitleg over de drie grote scheppingswetten: de wet van de wisselwerking (de wet van oorzaak en gevolg), de wet van de aantrekkingskracht van het gelijkgeaarde en de wet van de zwaarte. Deze wetten worden zowel in hun afzonderlijke betekenis als in hun samenhang besproken.
Zelf zegt Abd-ru-shin over de Graalsboodschap:
“In het door mij in mijn Boodschap gegeven scheppingswetten en de daarmee samenhangende uitleg van alle zelfstandig in de schepping werkende wetten, die men ook natuurwetten kan noemen, is zonder leemten het gehele scheppingsweven zichtbaar, dat alle ontwikkelingen duidelijk en begrijpelijk maakt en daarmee de zin van het gehele mensenleven, ook waar hij vandaan komt en waar hij heen gaat, op onaantastbaar logische wijze ontvouwt en daarmee op iedere vraag antwoord geeft, als de mens ernstig daarnaar zoekt.”
Om de mensen dit weten door te geven, dat hen overzichtelijk en begrijpelijk de overtuiging schenkt van het werken van God in zijn Gerechtigheid en Liefde, schreef ik het boek In het Licht der Waarheid, dat geen leemte laat, op iedere vraag antwoord geeft en de mensen duidelijk maakt, hoe wondermooi de wegen in de schepping zijn, die vele dienaren van zijn Wil dragen.”

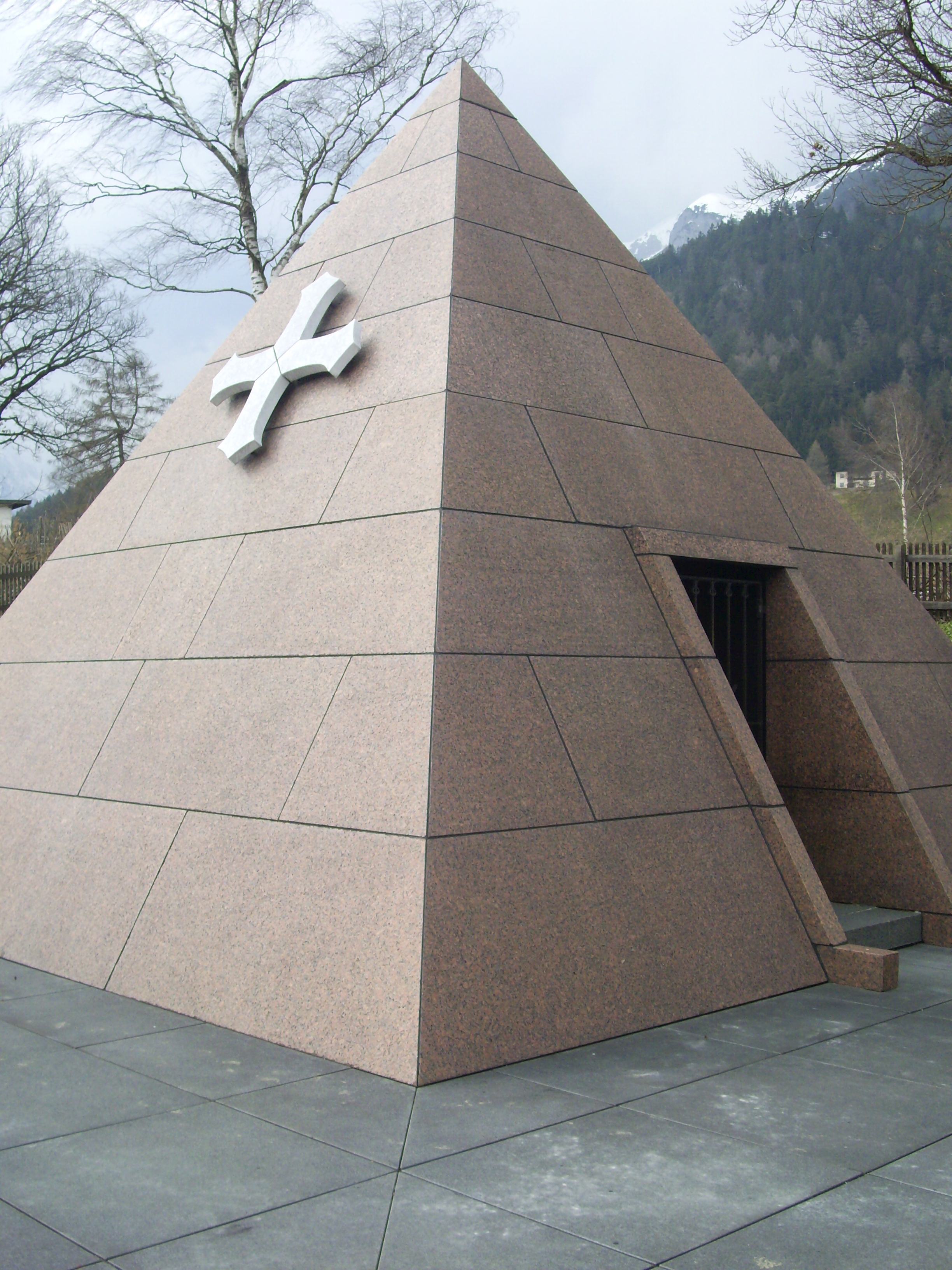
Het graf van Abd-ru-shin

## Werken
- In het Licht der Waarheid (editie in 3 delen), 1989
  - Deel 1: ISBN 9 7890 7137 3 053
  - Deel 2: ISBN 9 7890 7137 3 152
  - Deel 3: ISBN 9 7890 7137 3 084
- Gebeden: aan de mensen gegeven door Abd-ru-shin, ISBN 9 7890 7137 3 022
- De tien geboden van God en het onze Vader, 1993, ISBN 9 7838 7860 1 326
- Vragen en antwoorden, 1991, ISBN 90 71373 11 8
- Ermahnungen